# Traankanalen
De traankanalen of canaliculi lacrimales zijn de kleine kanaaltjes in het menselijk lichaam, die zich in beide oogleden bevinden. Elk mens heeft er in totaal vier, twee in elk oog. De traankanalen maken deel uit van het traanapparaat. De beginpunten van de traankanalen worden gevormd door kleine openingen, die traanpunten worden genoemd. Deze traanpunten bevinden zich in de binnenste ooghoek, op de toppen van de traanpapillen. Deze traanpapillen liggen op hun beurt weer op de randen van de oogleden aan het uiteinde van het traanmeer, aan weerszijden van de traanheuvel. Als men met het oog knippert, dan duwen de oogleden traanvocht over het oog heen, en dan door de traanpunten in de traankanalen. De traankanalen komen uit op de traanzak, die vervolgens uitkomt op de traanbuis. De traankanalen vormen zo de eerste stap in de weg die traanvocht aflegt van het oog naar de neus.
Elk oog heeft twee traankanalen:
- Het bovenste traankanaal (Latijn: canaliculus lacrimalis superior). Dit is de kleinste en kortste van de twee. Eerst loopt het een eindje omhoog, en vervolgens buigt het met een scherpe hoek af recht naar beneden, richting de traanzak.
- Het onderste traankanaal (Latijn: canaliculus lacrimalis inferior). Deze loopt eerst een einde naar schuin naar beneden. Vervolgens loopt deze bijna horizontaal richting de traanzak.

De traankanalen zijn verwijd (ampullae) op de punten waar ze zich afbuigen. De slijmvlieswanden van de traankanalen zijn bedekt met meerlagig afgeplat niet-verhoornd plaveiselcelepitheel. Achter deze wanden ligt een laag dwarsgestreept spierweefsel, die onderdeel is van het traangedeelte (pars lacrimalis) van de oogkringspier.
De traankanalen kunnen ontstoken raken. Dit wordt canaliculitis genoemd.